# هادي السلمي
هادي السلمي (22 مارس 1934- 15 نوفمبر 1995)، هو أحد أبرز نحاتي القرن العشرين في تونس. زاول تعليمه الثانوي حتى السنة الثالثة ليلتحق بعدها بمدرسة الفنون الجميلة بتونس وليتخرج منها عام 1954. واصل تعليمه في فرنسا في مدرسة الفنون الجميلة بباريس حتى عام 1958 تاريخ عودته إلى تونس. درس الرسم في معهد خزندار بين عامي 1958 و1964، وفي عام 1959 أنشأ ورشة للنحت في شارع الحبيب بورقيبة. قام في بداياته بنحت عدة تماثيل لحساب الدولة التونسية من أبرزها تمثالي النقابين فرحات حشاد ومحمد علي الحامي، كما قام برسم فريسكو تخلد أحداث ساقية سيدي يوسف. ظل السلمي النحات الرسمي للدولة طوال حوالي ثلاثين عاما قام خلاله بنحت أغلب التماثيل الموجودة في البلاد. إضافة للنحت قام السلمي برسم عدة طوابع بريدية كما أقام ابتداء من 1958 عددا من المعارض للوحاته الفنية.